# Buseko (Kalulushi)
Buseko è un ward dello Zambia, parte della Provincia di Copperbelt e del Distretto di Kalulushi.